# Nokia Série 5000
La Série 5000 est un ensemble de téléphones portables de Nokia. Ils sont orientés multimédia et audio.
Certains portent la terminaison <<XpressMusic>> donc orientés vers la musique.
Le dernier téléphone de cette série est le Nokia 5800 XpressMusic.
Cette série est orientée vers un public jeune.